# Adelaide Hall

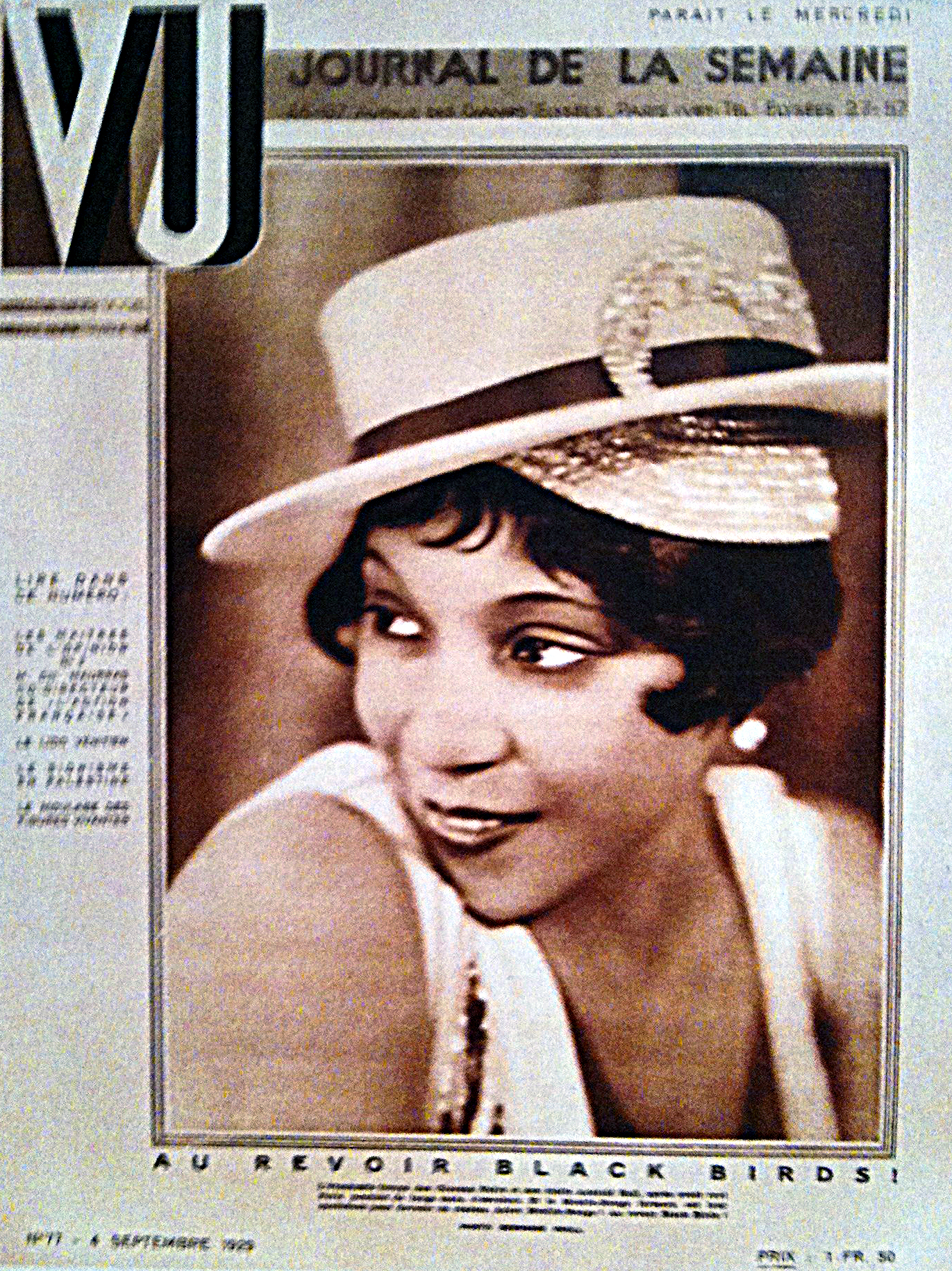
Adelaide Hall auf dem Cover der französischen Zeitschrift Vu (1929)

Adelaide Louise Hall (* 20. Oktober 1901 in New York; † 7. November 1993 in London) war eine US-amerikanische Jazz-Sängerin. Darüber hinaus war sie gelegentlich auch als Schauspielerin aktiv.

## Leben
Adelaide Hall sang 1927 in Eubie Blakes berühmter Shuffle Along-Show und in der Revue Blackbirds. Im gleichen Jahr wurde Hall Sängerin bei Duke Ellington. Sie nahm die berühmteste Version von Ellingtons Creole Love Call mit feinfühliger Vokalisierung der Response-Teile dieser Call-and-Response-Melodie auf. In der Revue Blackbirds of 1928 stellte sie den Song Diga Diga Doo vor; 1932 sang sie mit Art Tatum als Begleiter und trat später auch in Europa auf. 1938 heiratete sie und ließ sich in Großbritannien nieder, wo sie einen eigenen Nachtclub leitete.
Im Alter von 82 Jahren gab sie nochmal eine Aufführung ihres Erfolgstückes Creole Love Call, begleitet von der Barrelhouse Jazzband. Drei Jahre später arbeitete sie mit Begleiter Mick Pyne in Großbritannien.

## Filmografie (Auswahl)
- 1924: A Son of Satan
- 1932: Dancers in the Dark
- 1940: Der Dieb von Bagdad (The Thief of Bagdad)
- 1950: Die Ratte von Soho (Night and the City)

## Sonstiges
Zu ihrem 122. Geburtstag 2023 wurde Hall ein eigener Google-Doodle gewidmet.